# Ford Econoline
Ford Econoline – samochód dostawczo-osobowy klasy pełnowymiarowej produkowany pod amerykańską marką Ford w latach 1960 – 1996. Wersja osobowa nosiła nazwę Club Wagon.

## Pierwsza generacja

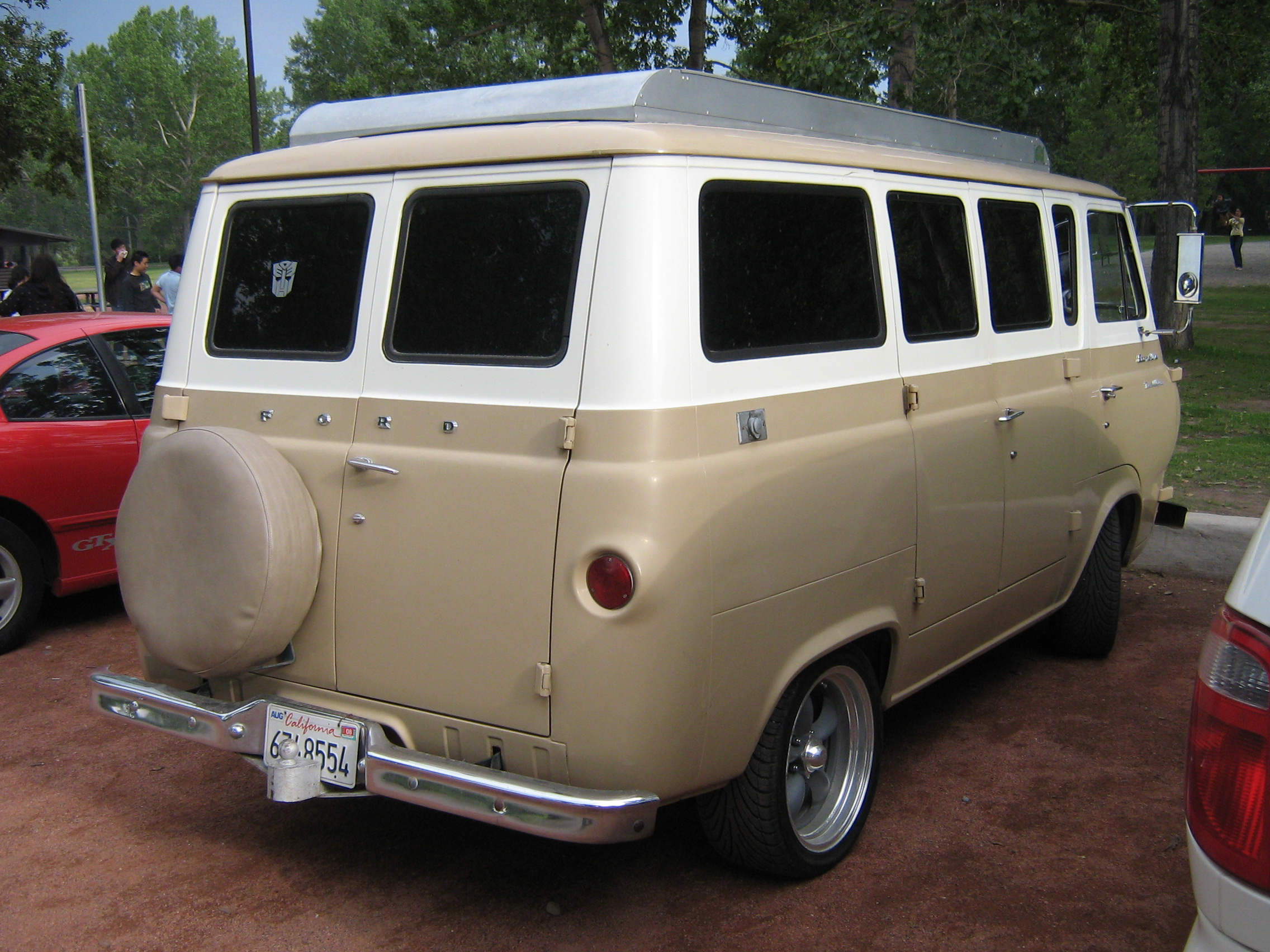
Ford Econoline I - tył

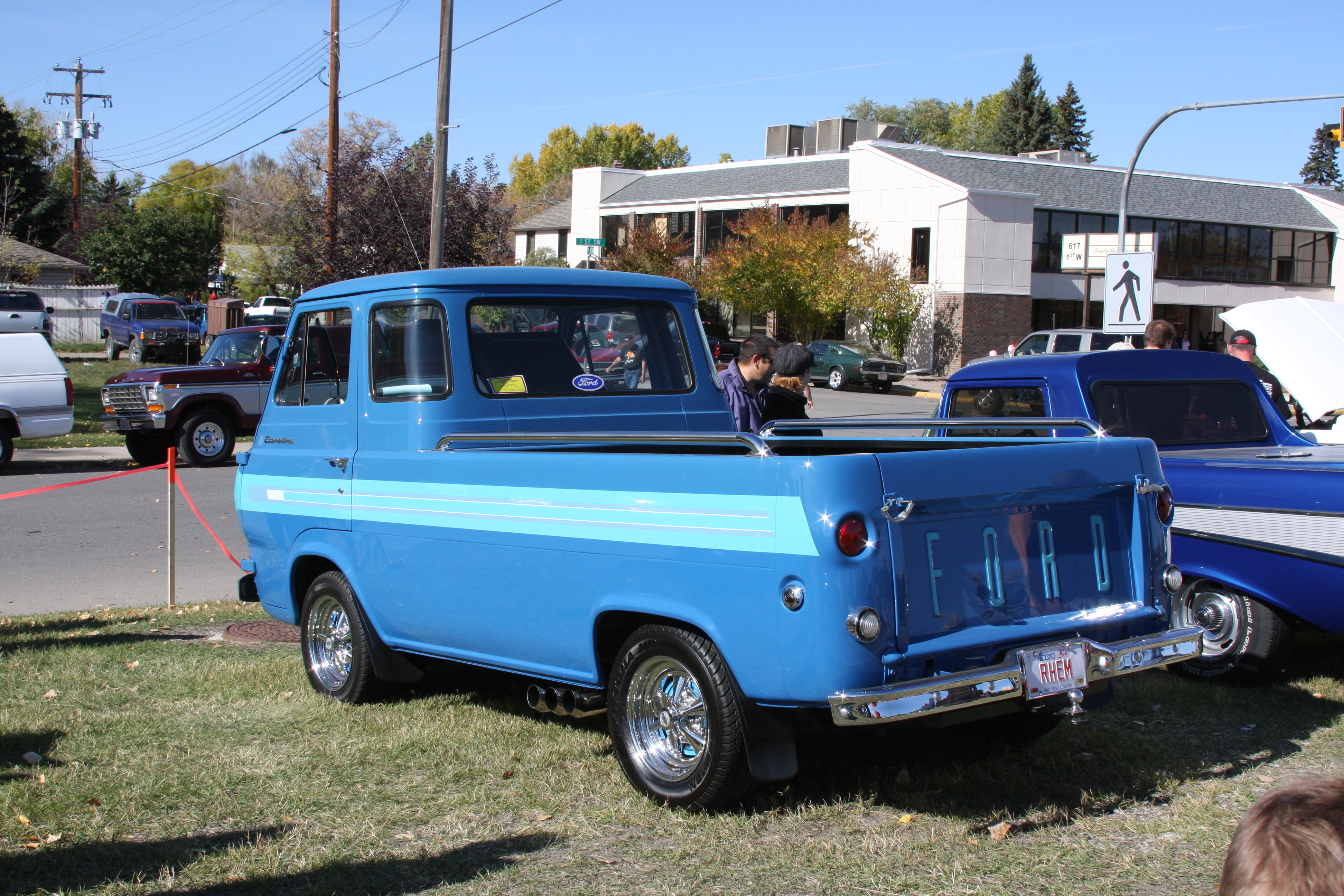
Ford Econoline I Pickup

Ford Econoline I został zaprezentowany po raz pierwszy w 1960 roku.
Pierwsza generacja zadebiutowała w drugiej połowie 1960 roku i została oparta na dużym sedanie Falcon. Samochód powstał jako odpowiedź Forda na takie duże dostawcze pojazdy oferowane wówczas na rynku Ameryki Północnej, Chevrolet Van czy Dodge A100. Samochód wyróżniał się charakterystyczną, jednobryłową sylwetką i opcjonalnym dwukolorowym malowaniem nadwozia.
Do napędu dostępne były trzy jednostki R6, napęd przenoszony był poprzez 3-biegową skrzynię manualną na koła tylne. Wersja nadwoziowa składała się zarówno z wersji dostawczej, jak i pickupa.

### Silniki
- L6 2.4l Falcon Six
- L6 2.8l Thriftpower Six
- L6 3.9l Truck Six

## Druga generacja

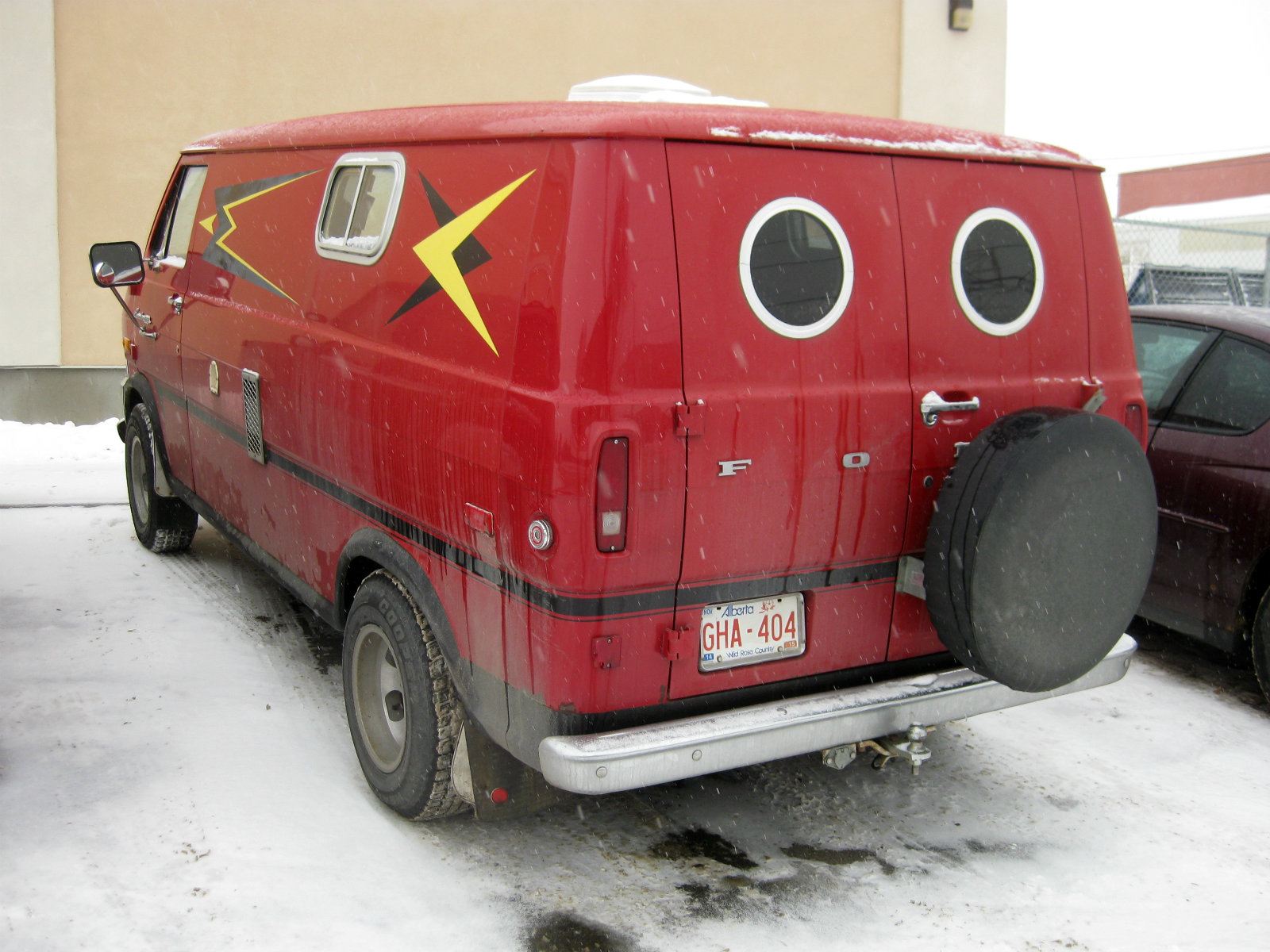
Ford Econoline II

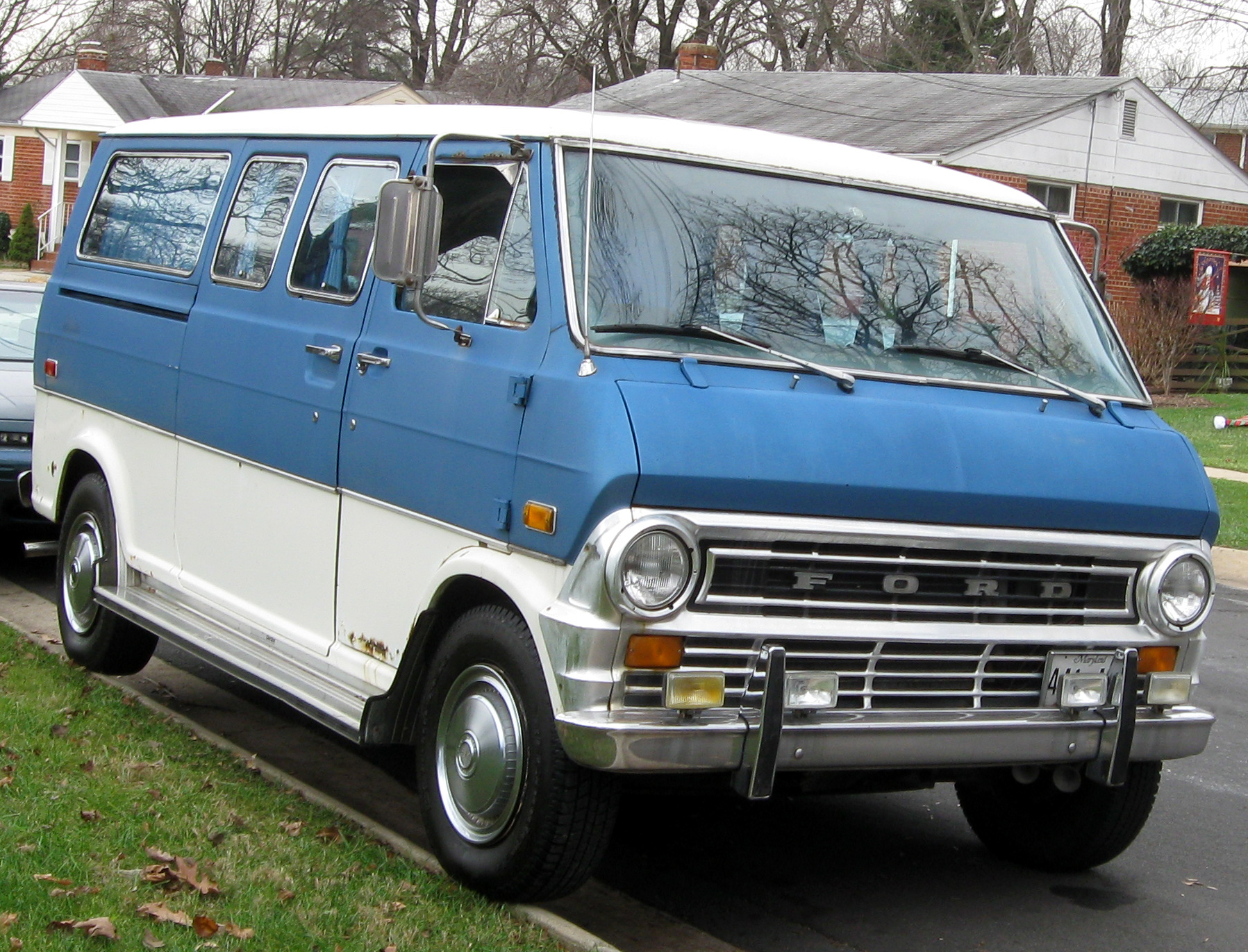
Ford Club Wagon II

Ford Econoline II został zaprezentowany po raz pierwszy w 1968 roku.
Z powodu strajku zorganizowanego w 1967 roku przez pracowników zakładu Forda zrzeszonych w ramach United Auto Workers (UAW), premiera drugiej generacji Econoline opóźniła się o rok do 1968 roku. W porównaniu do poprzednika, samochód przeszedł gruntowną metamorfozę pod kątem stylistycznym. Pojawiła się dwubryłowa sylwetka, a także charakterystyczna, wysoko poprowadzona linia okien. Nadwozie stało się wyraźnie większe i oferujące więcej przestrzeni transportowej lub osobowej - w zależności od wersji. Do gamy jednostek napędowych dołączył benzynowy silnik V8. 

### Silniki
- L6 3.9l
- L6 4.9l
- V8 5.0l Windsor

## Trzecia generacja

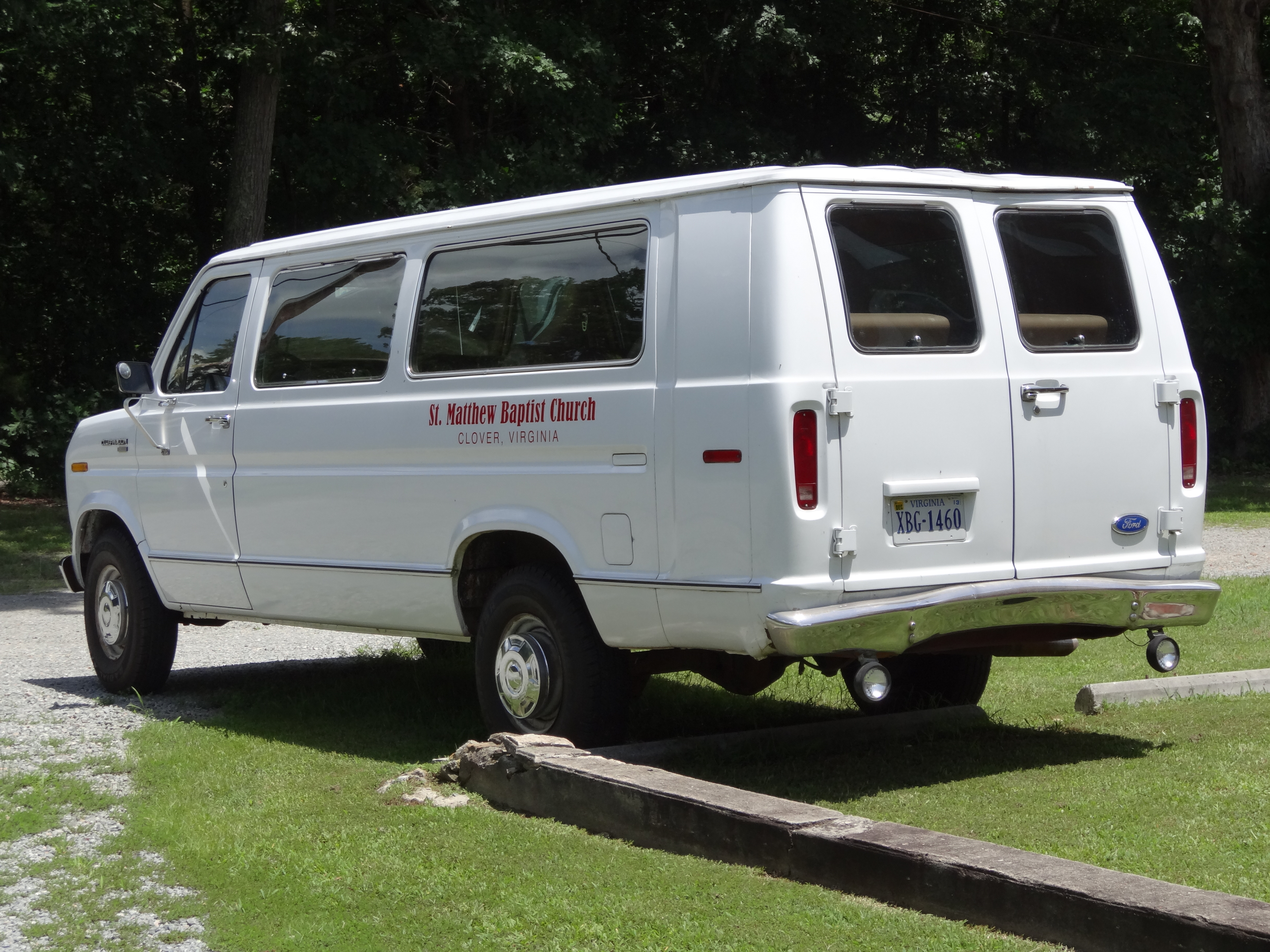
Ford Club Wagon III

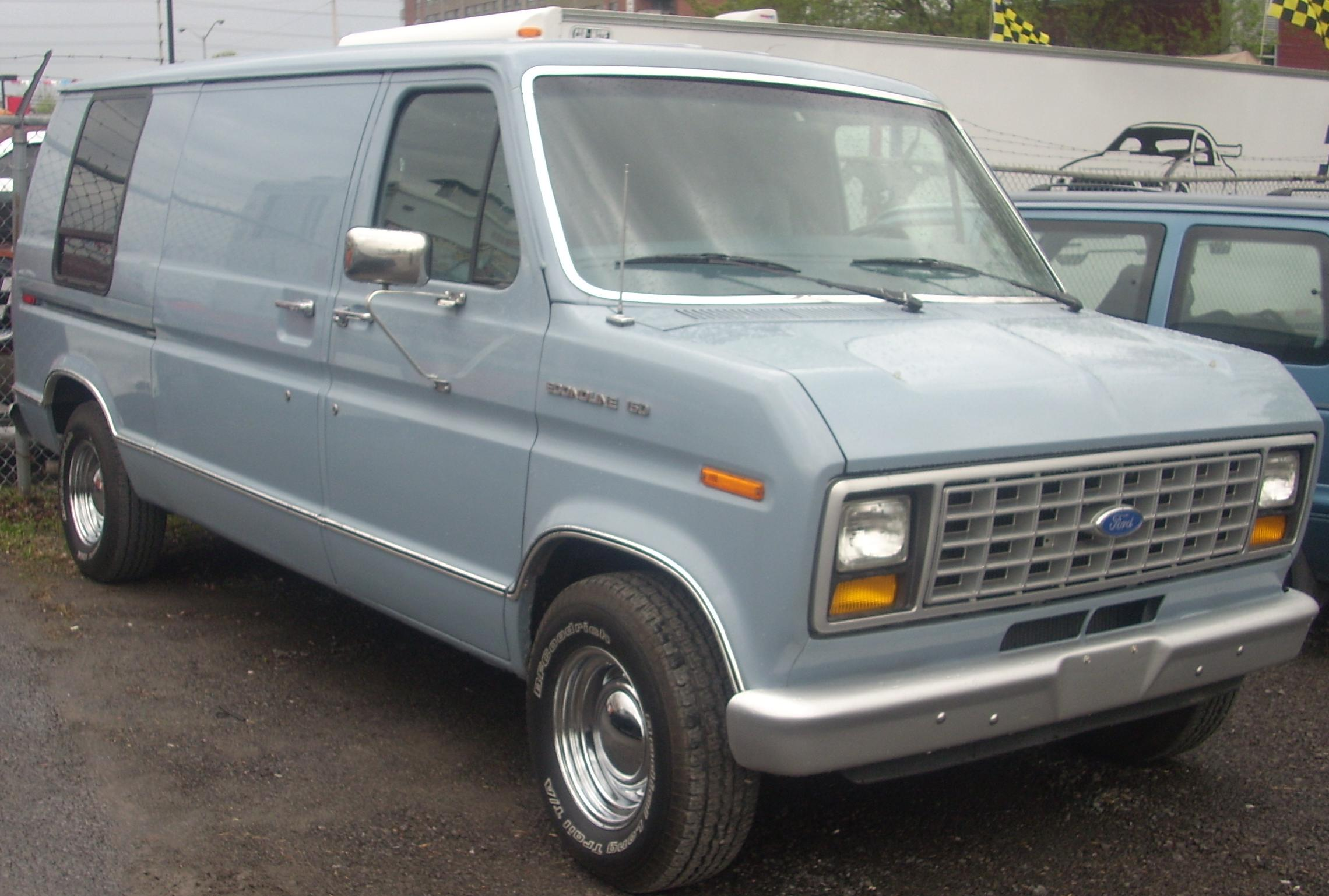
Ford Econoline III

Ford Econoline III został zaprezentowany po raz pierwszy w 1974 roku.
Zupełnie nowa, trzecia generacja rodziny pełnowymiarowych dostawczych pojazdów Forda trafiła na rynek w 1974 roku. Pojazd zbudowano na nowej platformie koncernu Forda o nazwie Ford VN body. Samochód przeszedł gruntowną metamorfozę, zyskując jeszcze większe nadwozie w charakterystycznych, kanciastych proporcjach nadwozia. Zniknęły okrągłe reflektory na rzecz prostokątnych, a także poszerzono ofertę o warianty nadwozia z różnymi długościami rozstawu osi i karoserii - zarówno w przypadku wersji dostawczej Econoline, jak i osobowej Club Wagon. Do gamy jednostek napędowych Ford dodał nowe, dwie jednostki wysokoprężne. Gama silników zmieniała się na przestrzeni lat.

### Silniki
- L6 3.9l
- L6 4.9l
- V8 4.9l Windsor
- V8 5.8l Windsor
- V8 6.9l Navistar Diesel
- V8 7.3l Navistar Diesel
- V8 7.5l 385

## Czwarta generacja

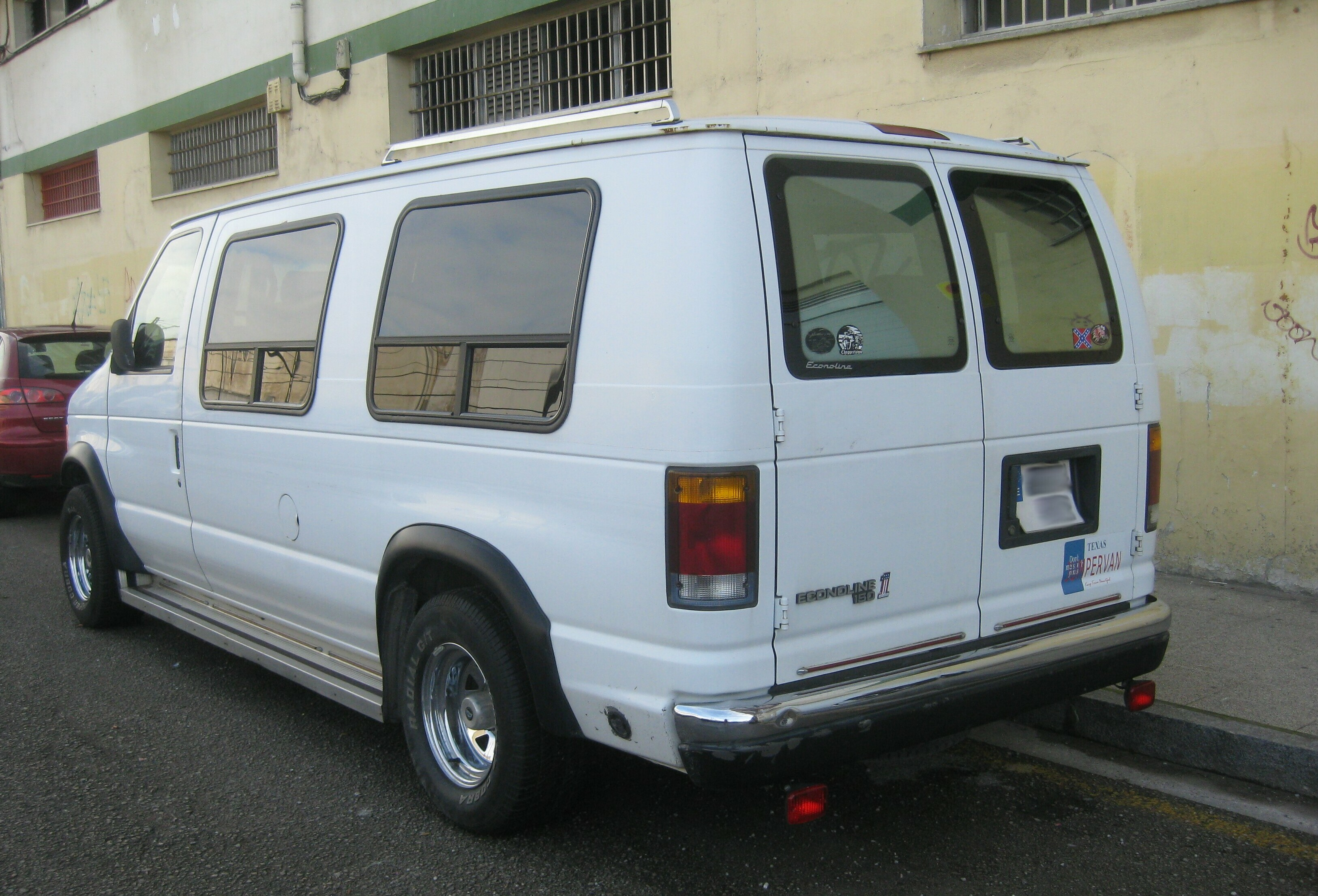
Ford Econoline IV - tył

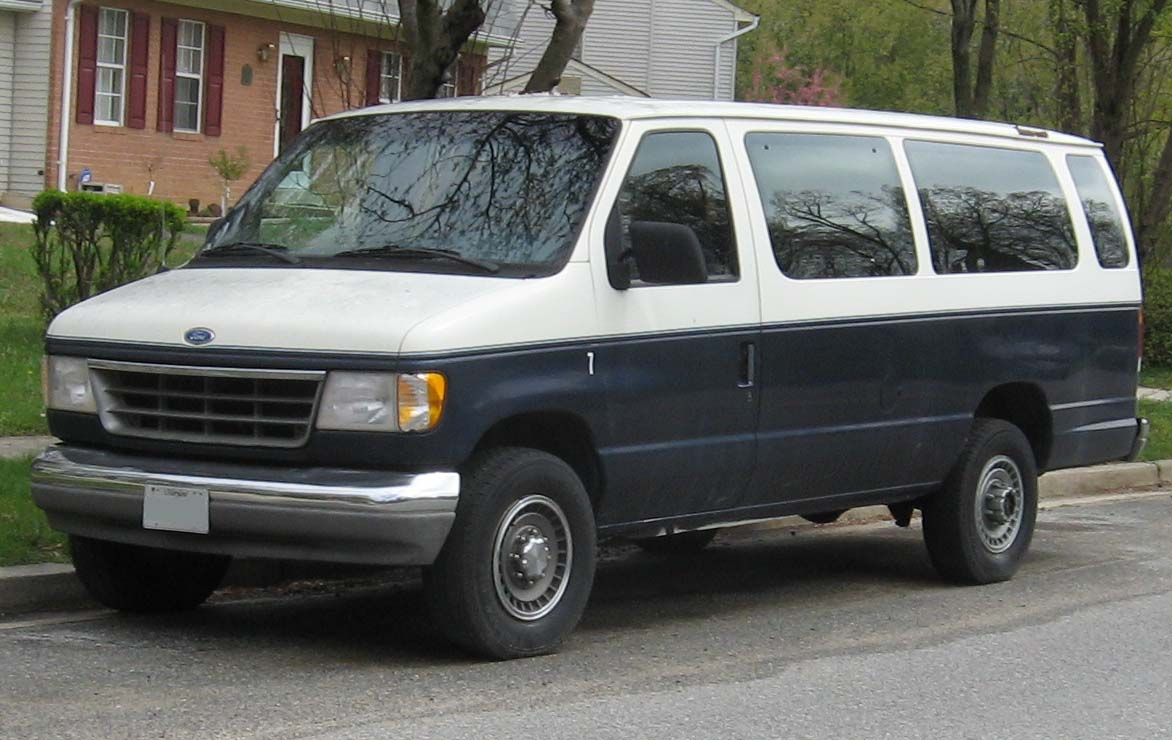
Ford Club Wagon IV

Ford Econoline IV został zaprezentowany po raz pierwszy w 1991 roku.
Po niespełna dwóch dekadach rynkowej obecności, w 1991 roku Ford przedstawił zupełnie nową, czwartą generację rodziny dużych samochodów dostawczo-osobowych Econoline/Club Wagon. 
Samochód przeszedł gruntowną metamorfozę pod kątem stylistycznym, zyskując nowocześniejszą, charakterystycznie zaokrągloną sylwetkę. Producent zadbał o lepszy rozkład mas, a także przestronniejsze, lepiej wykonane i lepiej wyciszone wnętrze. 
Tym razem Ford zdecydował się na zbudowanie wszystkich wariantów nadwoziowych Econoline na jednolitym rozstawie osi i jednocześnie podwoziach o różnej długości, które w przekładały się na pojemność przedziału transportowego w wersji dostawczej lub pasażerskiej w odmianie osobowej.

### Lifting i zmiana nazwy
W 1996 roku Ford Econoline IV przeszedł drobną modernizację, w ramach której poszerzona została oferta o wersje ciężarowe o różnych oznaczeniach. W ramach tego zabiegu samochód przemianowano na E-Series, dostosowując nazwę do odmiany nadwoziowej analogicznie do tego, jak ma to miejsce w przypadku pickupa F-Series.

### Silniki
- L6 4.9l Truck Six
- V6 4.2l Essex
- V8 4.9l Windsor
- V8 4.6l Triton
- V8 5.4l Triton
- V8 5.8l Windsor
- V8 6.0l CID
- V8 6.2l Boss
- V8 7.3l IDI
- V8 7.3l Power Stroke
- V10 6.8l Triton